# Unnan
Unnan é uma cidade japonesa localizada na província de Shimane.